# جمعیت‌شناسی بحرین
این مقاله در مورد ویژگی‌های جمعیتی بحرین، مانند تراکم جمعیت، قومیت، سطح تحصیلات، سلامتی، وضعیت اقتصادی، وابستگی‌های مذهبی و سایر جنبه‌های جمعیت است.

جمعیت‌شناسی بحرین، داده‌های FAO، سال ۲۰۰۵

بیشتر جمعیت بحرین در دو شهر اصلی یعنی منامه و محرق  متمرکز است. براساس سرشماری سال ۲۰۱۰، ۷۰٫۲ درصد از مردم مسلمان هستند و مسیحیان دومین گروه بزرگ مذهبی با حدود ۱۴٫۵ درصد از جمعیت کشور می‌باشند، هندوها ۹٫۸ درصد و بودایی‌ها ۲٫۵ درصد جمعیت کشور را تشکیل می‌دهند. ۴ مذهب اصلی در بحرین عبارتند از: اسلام، مسیحیت، هندوئیسم و بودیسم است ولی ادیان دیگر از جمله بهائی، سیک و دروزی نیز در بحرین زندگی می‌کنند.

## گروه‌های قومی
| گروه‌های قومی بحرین (2010) | گروه‌های قومی بحرین (2010) | گروه‌های قومی بحرین (2010) | گروه‌های قومی بحرین (2010) | گروه‌های قومی بحرین (2010) |
| ------------------------- | ------------------------- | ------------------------- | ------------------------- | ------------------------- |
| گروه‌های قومی              |                           |                           |                           |                           |
| بحرانيان                  | بحرانيان                  |                           | ۴۶٪                       | ۴۶٪                       |
| آسیایی- جنوب آسیا         | آسیایی- جنوب آسیا         |                           | ۴۵٫۵٪                     | ۴۵٫۵٪                     |
| ايرانيان (2009 میلادی)    | ايرانيان (2009 میلادی)    |                           | ۲۰٪                       | ۲۰٪                       |
| عرب                       | عرب                       |                           | ۴٫۷٪                      | ۴٫۷٪                      |
| افریقایی‌تبار              | افریقایی‌تبار              |                           | ۱٫۶٪                      | ۱٫۶٪                      |
| اروپایی                   | اروپایی                   |                           | ۱٪                        | ۱٪                        |
| (آمریکایی و....           | (آمریکایی و....           |                           | ۱٫۲٪                      | ۱٫۲٪                      |

براساس مقاله ای که در روزنامه فاینانشیال تایمز در ۳۱ مه ۱۹۸۳ منتشر شده‌است آمده "بحرین یک کشور چند ملیتی با تنوع زبان و مذهب و نژاد است. اگر مهاجران ۲۰ سال گذشته را هم در نظر نگیریم حداقل هشت یا نه زیر گروه جمعیتی در این کشور قابل دسته‌بندی هست:
| گروه جمعیتی     | شرح                                                                                                 |
| --------------- | --------------------------------------------------------------------------------------------------- |
| اعراب آفریقایی  | از نوادگان آفریقایی‌ها مردمان شرق آفریقا که عمدتاً سنی مذهب هستند.                                    |
| ایرانی‌های بحرین | ایرانیان مذهب شیعه و سنی مذهب که اقلیتی از آنها بهائی هستند.                                        |
| بحرینی‌ها        | ساکنان بومی بحرین که اکثریت قریب به اتفاق عرب شیعه هستند.                                           |
| بنیان           | هندی‌ها که از قدیم با بحرین در داد و ستد بودند و عمدتاً هندو هستند.                                   |
| یهودیان بحرین   | یهودیان قرن‌ها در بحرین سکونت داشته‌اند. بیشتر یهودیان بومی بحرین از خاندان بین‌النهرین و فارسی هستند. |
| هولاها          | اعراب ایرانی سنی مذهب اند                                                                           |
| بادیه نشین‌ها    | از نوادگان بادیه نشین قبیله‌های اوتوب، داواسیر و غیره اند.                                           |

در حال حاضر بیش از نیمی از ساکنین بحرین یعنی نزدیک به ۵۵ درصد مهاجر اند و از اتباع آن محسوب نمی‌شوندو اکثریت قریب به اتفاق از جنوب و جنوب شرقی آسیا آمده‌اند. طبق گزارش‌های مختلف رسانه‌ها و آمارهای دولتی که بین سالهای ۲۰۰۵–۲۰۰۹ قریب به ۲۹۰٬۰۰۰ هندی، ۱۲۵٬۰۰۰ بنگلادشی، ۴۵٬۰۰۰ پاکستانی، ۴۵٬۰۰۰ فیلیپینز، و ۸۰۰۰ هندی در بحرین ساکن هستند.
| [ ۱ ] | بحرینی  | اعراب دیگر | آفریقایی | آمریکایی | آسیایی  | اروپایی | جمع       |
| جمعیت | ۵۶۸٬۳۹۹ | ۶۶۹۰۳      | ۱۹٬۵۴۸   | ۴٬۶۲۳    | ۵۶۳٬۳۳۵ | ۱۱٬۷۶۳  | ۱٬۲۳۴٬۵۷۱ |
| درصد  | ۴۶٫۰٪   | ۵٫۴٪       | ۱٫۶٪     | ۰٫۴٪     | ۴۵٫۶٪   | ۱٫۰٪    | ۱۰۰٪      |

## جمعیت

### سرشماری جمعیت[۱۰]
| سال سرشماری | بحرینی  | بحرینی | غیر بحرین | غیر بحرین | کل جمعیت  |
| سال سرشماری | عدد     | ٪      | عدد       | ٪         | عدد       |
| ----------- | ------- | ------ | --------- | --------- | --------- |
| 1941        | ۷۴٬۰۴۰  | ۸۲٫۳   | ۱۵٬۹۳۰    | ۱۷٫۷      | ۸۹٬۹۷۰    |
| 1950        | ۹۱٬۱۷۹  | ۸۳٫۲   | ۱۸٬۴۷۱    | ۱۶٫۸      | ۱۰۹٬۶۵۰   |
| 1959        | ۱۱۸٬۷۳۴ | ۸۳٫۰   | ۲۴٬۴۰۱    | ۱۷٫۰      | ۱۴۳٬۱۳۵   |
| 1965        | ۱۴۳٬۸۱۴ | ۷۸٫۹   | ۳۸٬۳۸۹    | ۲۱٫۱      | ۱۸۲٬۲۰۳   |
| 1971        | ۱۷۸٬۱۹۳ | ۸۲٫۵   | ۳۷٬۸۸۵    | ۱۷٫۵      | ۲۱۶٬۰۷۸   |
| 1981        | ۲۳۸٬۴۲۰ | ۶۸٫۰   | ۱۱۲٬۳۷۸   | ۳۲٫۰      | ۳۵۰٬۷۹۸   |
| 1991        | ۳۲۳٬۳۰۵ | ۶۳٫۶   | ۱۸۴٬۷۳۲   | ۳۶٫۴      | ۵۰۸٬۰۳۷   |
| 2001        | ۴۰۵٬۶۶۷ | ۶۲٫۴   | ۲۴۴٬۹۳۷   | ۳۷٫۶      | ۶۵۰٬۶۰۴   |
| 2010        | ۵۶۸٬۳۹۹ | ۴۶٫۰   | ۶۶۶٬۱۷۲   | ۵۴٫۰      | ۱٬۲۳۴٬۵۷۱ |

### تخمین جمعیت در تاریخ ۱ ژوئیه[۱۱]
|      | بحرینی  | غیر بحرین | جمع       | ٪ غیر بحرین |
| ---- | ------- | --------- | --------- | ----------- |
| ۲۰۰۱ | ۴۰۹٬۶۱۹ | ۲۵۱٬۶۹۸   | ۶۶۱٬۳۱۷   | ۳۸٫۱٪       |
| ۲۰۰۲ | ۴۲۷٬۲۴۶ | ۲۸۳٬۳۰۷   | ۷۱۰٬۵۵۴   | ۳۹٫۹٪       |
| ۲۰۰۳ | ۴۴۵٬۶۳۴ | ۳۱۸٬۸۸۸   | ۷۶۴٬۵۱۹   | ۴۱٫۷٪       |
| ۲۰۰۴ | ۴۶۴٬۸۰۸ | ۳۵۸٬۹۳۶   | ۸۲۳٬۷۴۴   | ۴۳٫۶٪       |
| ۲۰۰۵ | ۴۸۴٬۸۱۰ | ۴۰۴٬۰۱۳   | ۸۸۸٬۸۲۴   | ۴۵٫۵٪       |
| ۲۰۰۶ | ۵۰۵٬۶۷۳ | ۴۵۴٬۷۵۲   | ۹۶۰٬۴۲۵   | ۴۷٫۳٪       |
| ۲۰۰۷ | ۵۲۷٬۴۳۳ | ۵۱۱٬۸۶۴   | ۱٬۰۳۹٬۲۹۷ | ۴۹٫۳٪       |
| ۲۰۰۸ | ۵۴۱٬۵۸۷ | ۵۶۱٬۹۰۹   | ۱٬۱۰۳٬۴۹۶ | ۵۰٫۹٪       |
| ۲۰۰۹ | ۵۵۸٬۰۱۱ | ۶۲۰٬۴۰۴   | ۱٬۱۷۸٬۴۱۵ | ۵۲٫۶٪       |
| ۲۰۱۰ | ۵۷۰٬۶۸۷ | ۶۵۷٬۸۵۶   | ۱٬۲۲۸٬۵۴۳ | ۵۳٫۵٪       |
| ۲۰۱۱ | ۵۸۴٬۶۸۸ | ۶۱۰٬۳۳۲   | ۱٬۱۹۵٬۰۲۰ | ۵۱٫۱٪       |
| ۲۰۱۲ | ۵۹۹٬۶۲۹ | ۶۰۹٬۳۳۵   | ۱٬۲۰۸٬۹۶۴ | ۵۰٫۴٪       |
| ۲۰۱۳ | ۶۱۴٬۸۳۰ | ۶۳۸٬۳۶۱   | ۱٬۲۵۳٬۱۹۱ | ۵۰٫۹٪       |
| ۲۰۱۴ | ۶۳۰٬۷۴۴ | ۶۸۳٬۸۱۸   | ۱٬۳۱۴٬۵۶۲ | ۵۲٫۰٪       |
| ۲۰۱۵ | ۶۴۷٬۸۳۵ | ۷۲۲٬۴۸۷   | ۱٬۳۷۰٬۳۲۲ | ۵۲٫۷٪       |
| ۲۰۱۶ | ۶۶۴٬۷۰۷ | ۷۵۹٬۰۱۹   | ۱٬۴۲۳٬۷۲۶ | ۵۳٫۳٪       |
| ۲۰۱۷ | ۶۷۷٬۵۰۶ | ۸۲۳٬۶۱۰   | ۱٬۵۰۱٬۱۱۶ | ۵۴٫۹٪       |

## آمار حیاتی

### تخمین‌های سازمان ملل[۱۲]
| دوره زمانی | زایمان زنده در هر سال | مرگ و میر در سال | تغییر طبیعی در هر سال | CBR * | CDR * | NC * | TFR * | IMR * |
| --- | --------------------- | ---------------- | --------------------- | ----- | ----- | ---- | ----- | ----- |
| ۱۹۵۰–۱۹۵۵ | ۶۰۰۰                  | ۳۰۰۰             | ۳۰۰۰                  | ۴۵٫۰  | ۲۱٫۶  | ۲۳٫۴ | ۶٫۹۷  | ۱۸۳   |
| ۱۹۵۵–۱۹۶۰ | ۷۰۰۰                  | ۳۰۰۰             | ۴۰۰۰                  | ۴۵٫۷  | ۱۷٫۷  | ۲۷٫۹ | ۶٫۹۷  | ۱۵۶   |
| ۱۹۶۰–۱۹۶۵ | ۸۰۰۰                  | ۳۰۰۰             | ۶۰۰۰                  | ۴۵٫۷  | ۱۲٫۶  | ۳۳٫۲ | ۷٫۱۸  | ۱۱۲   |
| ۱۹۶۵–۱۹۷۰ | ۸۰۰۰                  | ۲۰۰۰             | ۷۰۰۰                  | ۴۱٫۶  | ۸٫۷   | ۳۲٫۹ | ۶٫۹۷  | ۷۴    |
| ۱۹۷۰–۱۹۷۵ | ۸۰۰۰                  | ۲۰۰۰             | ۷۰۰۰                  | ۳۵٫۲  | ۶٫۵   | ۲۸٫۶ | ۵٫۹۵  | ۴۹    |
| ۱۹۷۵–۱۹۸۰ | ۱۰۰۰۰                 | ۲۰۰۰             | ۹۰۰۰                  | ۳۳٫۰  | ۴٫۸   | ۲۸٫۱ | ۵٫۲۳  | ۳۳    |
| ۱۹۸۰–۱۹۸۵ | ۱۳۰۰۰                 | ۲۰۰۰             | ۱۱۰۰۰                 | ۳۲٫۹  | ۴٫۱   | ۲۸٫۸ | ۴٫۶۳  | ۲۲    |
| ۱۹۸۵–۱۹۹۰ | ۱۴۰۰۰                 | ۲۰۰۰             | ۱۳۰۰۰                 | ۳۱٫۳  | ۳٫۶   | ۲۷٫۷ | ۴٫۰۸  | ۱۶    |
| ۱۹۹۰–۱۹۹۵ | ۱۴۰۰۰                 | ۲۰۰۰             | ۱۲۰۰۰                 | ۲۶٫۳  | ۳٫۳   | ۲۳٫۱ | ۳٫۳۵  | ۱۴    |
| ۲۰۰۰–۲۰۰۰ | ۱۴۰۰۰                 | ۲۰۰۰             | ۱۲۰۰۰                 | ۲۳٫۱  | ۳٫۲   | ۱۹٫۹ | ۲٫۸۹  | ۱۱    |
| ۲۰۰۰–۲۰۰۵ | ۱۴۰۰۰                 | ۲۰۰۰             | ۱۲۰۰۰                 | ۲۱٫۱  | ۳٫۰   | ۱۸٫۱ | ۲٫۶۲  | ۹     |
| ۲۰۰۵–۲۰۱۰ | ۲۱۰۰۰                 | ۳۰۰۰             | ۱۸۰۰۰                 | ۲۰٫۷  | ۲٫۸   | ۱۸٫۰ | ۲٫۶۳  | ۷     |
| * CBR = نرخ تولد (به ازای هر ۱۰۰۰)؛ CDR = میزان مرگ و میر (به ازای هر ۱۰۰۰)؛ NC = تغییر طبیعی (در هر ۱۰۰۰)؛ IMR = میزان مرگ و میر نوزادان در هر ۱۰۰۰ تولد؛ TFR = میزان باروری کل (تعداد فرزندان در هر زن) |                       |                  |                       |       |       |      |       |       |

### داده‌های ثبت شده[۱۳][۱۴][۱۵]
ثبت احوال در بحرین از سال ۱۹۷۶ ایجاد شده‌است، ثبت نام درگذشت در سال ۱۹۹۰ آغاز شد. بین سالهای ۱۹۷۶ و ۲۰۱۱ تعداد تولد نوزاد تقریباً دو برابر شده‌است، اما میزان تولد نوزادان از ۳۲ به ۱۳ در ۱۰۰۰ کاهش یافته‌است. میزان مرگ و میر در بحرین (۱٫۹ در هر هزار انسان در سال ۲۰۱۱) از پایین‌ترین سطح جهان است.
| سال  | میانگین جمعیت (x 1000) | تولد زنده | مرگ‌ها | میزان تغییرات | نرخ تولد (در هر ۱۰۰۰) | میزان مرگ و میر (در هر ۱۰۰۰) | Natural change (per 1000) | Total Fertility Rate per woman |
| ---- | ---------------------- | --------- | ----- | ------------- | --------------------- | ---------------------------- | ------------------------- | ------------------------------ |
| ۱۹۷۶ | ۲۸۲                    | ۸ ۹۸۴     |       |               | ۳۱٫۸                  |                              |                           |                                |
| ۱۹۷۷ | ۳۰۲                    | ۹ ۰۵۸     |       |               | ۳۰٫۰                  |                              |                           |                                |
| ۱۹۷۸ | ۳۲۲                    | ۹ ۳۹۸     |       |               | ۲۹٫۲                  |                              |                           |                                |
| ۱۹۷۹ | ۳۴۱                    | ۹ ۶۶۴     |       |               | ۲۸٫۳                  |                              |                           |                                |
| ۱۹۸۰ | ۳۵۸                    | ۱۰ ۱۴۰    |       |               | ۲۸٫۳                  |                              |                           |                                |
| ۱۹۸۱ | ۳۷۲                    | ۱۰ ۳۰۰    |       |               | ۲۷٫۷                  |                              |                           |                                |
| ۱۹۸۲ | ۳۸۴                    | ۱۱ ۰۳۷    |       |               | ۲۸٫۸                  |                              |                           |                                |
| ۱۹۸۳ | ۳۹۴                    | ۱۱ ۴۳۱    |       |               | ۲۹٫۰                  |                              |                           |                                |
| ۱۹۸۴ | ۴۰۵                    | ۱۱ ۵۱۹    |       |               | ۲۸٫۵                  |                              |                           |                                |
| ۱۹۸۵ | ۴۱۷                    | ۱۲ ۳۱۴    |       |               | ۲۹٫۵                  |                              |                           |                                |
| ۱۹۸۶ | ۴۳۱                    | ۱۲ ۸۹۳    |       |               | ۲۹٫۹                  |                              |                           |                                |
| ۱۹۸۷ | ۴۴۶                    | ۱۲ ۶۹۹    |       |               | ۲۸٫۵                  |                              |                           |                                |
| ۱۹۸۸ | ۴۶۲                    | ۱۲ ۵۵۵    |       |               | ۲۷٫۲                  |                              |                           |                                |
| ۱۹۸۹ | ۴۷۸                    | ۱۳ ۶۱۱    |       |               | ۲۸٫۵                  |                              |                           |                                |
| ۱۹۹۰ | ۴۹۳                    | ۱۳ ۳۷۰    | ۱ ۵۵۲ | ۱۱ ۸۱۸        | ۲۷٫۱                  | ۳٫۱                          | ۲۴٫۰                      |                                |
| ۱۹۹۱ | ۵۰۷                    | ۱۳ ۲۲۹    | ۱ ۷۴۴ | ۱۱ ۴۸۵        | ۲۶٫۱                  | ۳٫۴                          | ۲۲٫۷                      |                                |
| ۱۹۹۲ | ۵۲۰                    | ۱۳ ۸۷۴    | ۱ ۷۶۰ | ۱۲ ۱۱۴        | ۲۶٫۷                  | ۳٫۴                          | ۲۳٫۳                      |                                |
| ۱۹۹۳ | ۵۳۲                    | ۱۴ ۱۹۱    | ۱ ۷۱۴ | ۱۲ ۴۷۷        | ۲۶٫۷                  | ۳٫۲                          | ۲۳٫۵                      |                                |
| ۱۹۹۴ | ۵۴۵                    | ۱۳ ۷۶۶    | ۱ ۶۹۵ | ۱۲ ۰۷۱        | ۲۵٫۲                  | ۳٫۱                          | ۲۲٫۱                      |                                |
| ۱۹۹۵ | ۵۵۹                    | ۱۳ ۴۸۱    | ۱ ۹۱۰ | ۱۱ ۵۷۱        | ۲۴٫۱                  | ۳٫۴                          | ۲۰٫۷                      |                                |
| ۱۹۹۶ | ۵۷۵                    | ۱۳ ۱۲۳    | ۱ ۷۸۰ | ۱۱ ۳۴۳        | ۲۲٫۸                  | ۳٫۱                          | ۱۹٫۷                      |                                |
| ۱۹۹۷ | ۵۹۳                    | ۱۳ ۳۸۲    | ۱ ۸۲۲ | ۱۱ ۵۶۰        | ۲۲٫۶                  | ۳٫۱                          | ۱۹٫۵                      |                                |
| ۱۹۹۸ | ۶۱۱                    | ۱۳ ۳۸۱    | ۱ ۹۹۷ | ۱۱ ۳۸۴        | ۲۱٫۹                  | ۳٫۳                          | ۱۸٫۶                      |                                |
| ۱۹۹۹ | ۶۲۷                    | ۱۴ ۲۸۰    | ۱ ۹۲۰ | ۱۲ ۳۶۰        | ۲۲٫۸                  | ۳٫۱                          | ۱۹٫۷                      |                                |
| ۲۰۰۰ | ۶۳۸                    | ۱۳ ۹۴۷    | ۲ ۰۴۵ | ۱۱ ۹۰۲        | ۲۱٫۹                  | ۳٫۲                          | ۱۸٫۷                      |                                |
| ۲۰۰۱ | ۶۴۳                    | ۱۳ ۴۶۸    | ۱ ۹۷۹ | ۱۱ ۴۸۹        | ۲۱٫۰                  | ۳٫۱                          | ۱۷٫۹                      |                                |
| ۲۰۰۲ | ۶۴۲                    | ۱۳ ۵۷۶    | ۲ ۰۳۵ | ۱۱ ۵۴۱        | ۲۱٫۱                  | ۳٫۲                          | ۱۷٫۹                      |                                |
| ۲۰۰۳ | ۶۴۷                    | ۱۴ ۵۶۰    | ۲ ۱۱۴ | ۱۲ ۴۴۶        | ۲۲٫۵                  | ۳٫۳                          | ۱۹٫۲                      |                                |
| ۲۰۰۴ | ۶۷۲                    | ۱۴ ۹۶۸    | ۲ ۲۱۵ | ۱۲ ۷۵۳        | ۲۲٫۳                  | ۳٫۳                          | ۱۹٫۰                      |                                |
| ۲۰۰۵ | ۷۲۵                    | ۱۵ ۱۹۸    | ۲ ۲۲۲ | ۱۲ ۹۷۶        | ۲۱٫۰                  | ۳٫۱                          | ۱۷٫۹                      |                                |
| ۲۰۰۶ | ۸۱۱                    | ۱۵ ۰۵۳    | ۲ ۳۱۷ | ۱۲ ۷۳۶        | ۱۸٫۶                  | ۲٫۹                          | ۱۵٫۷                      |                                |
| ۲۰۰۷ | ۹۲۶                    | ۱۶ ۰۶۲    | ۲ ۲۷۰ | ۱۳ ۷۹۲        | ۱۷٫۴                  | ۲٫۵                          | ۱۴٫۹                      |                                |
| ۲۰۰۸ | ۱ ۰۵۲                  | ۱۷ ۰۲۲    | ۲ ۳۹۰ | ۱۴ ۶۳۲        | ۱۶٫۲                  | ۲٫۳                          | ۱۳٫۹                      |                                |
| ۲۰۰۹ | ۱ ۱۷۰                  | ۱۷ ۸۴۱    | ۲ ۳۸۷ | ۱۵ ۴۵۴        | ۱۵٫۱                  | ۲٫۰                          | ۱۳٫۱                      | ۱٫۹۵۱                          |
| ۲۰۱۰ | ۱ ۲۶۲                  | ۱۸ ۱۵۰    | ۲ ۴۰۱ | ۱۵ ۷۴۹        | ۱۴٫۸                  | ۲٫۰                          | ۱۲٫۸                      | ۱٫۸۷۷                          |
| ۲۰۱۱ | ۱ ۳۲۴                  | ۱۷ ۵۷۳    | ۲ ۵۲۸ | ۱۵ ۰۴۵        | ۱۴٫۷                  | ۲٫۱                          | ۱۲٫۶                      | ۱٫۹۶۷                          |
| ۲۰۱۲ |                        | ۱۹ ۱۱۹    | ۲ ۶۱۳ | ۱۶ ۵۰۶        | ۱۵٫۸                  | ۲٫۲                          | ۱۳٫۶                      | ۲٫۱۳۴                          |
| ۲۰۱۳ |                        | ۱۹ ۹۹۵    | ۲ ۵۸۸ | ۱۷ ۴۰۷        | ۱۶٫۰                  | ۲٫۱                          | ۱۳٫۹                      | ۲٫۱۵۷                          |
| ۲۰۱۴ |                        | ۲۰ ۹۳۱    | ۲ ۸۰۵ | ۱۸ ۱۲۶        | ۱۵٫۹                  | ۲٫۱                          | ۱۳٫۸                      | ۲٫۱۷۳                          |
| ۲۰۱۵ |                        |           |       |               |                       |                              |                           |                                |
| ۲۰۱۶ |                        | ۲۰ ۷۱۴    | ۲ ۸۵۸ | ۱۷ ۸۵۶        | ۱۴٫۵                  | ۲٫۰                          | ۱۲٫۵                      |                                |

### ساختار جمعیت[۱۶]
ساختار جمعیت (۲۰۱۷) (برآورد):
| گروه سنی | مرد     | زن      | جمع       | ٪     |
| -------- | ------- | ------- | --------- | ----- |
| جمع      | 951،۳۱۲ | 549،۸۰۴ | 1،۵۰۱٬۱۱۶ | 100   |
| 0-4      | 55654   | 53،۴۳۸  | 109،۰۹۲   | 7.27  |
| 5-9      | 50،۹۰۱  | 48،۷۴۱  | 99،۶۴۲    | 6.63  |
| 10-14    | 44،۷۸۹  | 43،۱۳۸  | 87،۹۲۷    | 5.86  |
| 15-19    | 40،۰۸۲  | 36،۹۱۰  | 76،۹۹۲    | 5.13  |
| 20-24    | 65،۶۳۷  | 43،۵۴۲  | 109،۱۷۹   | 7.27  |
| 25-29    | 148،۲۶۸ | 61،۲۲۱  | 209،۴۸۹   | 13.96 |
| 30-34    | 156،۴۵۵ | 59،۵۴۱  | 215،۹۹۶   | 14.39 |
| 35-39    | 118،۷۵۸ | 50،۸۵۸  | 169،۶۱۶   | 11.30 |
| 40-44    | 86،۸۵۳  | 41،۰۴۷  | 127،۹۰۰   | 8.52  |
| 45-49    | 65،۸۴۲  | 32،۱۱۰  | 97،۹۵۲    | 6.53  |
| 50-54    | 46،۰۲۷  | 27،۵۴۲  | 73،۵۶۹    | 4.90  |
| 55-59    | 33،۱۸۹  | 20،۹۲۹  | 54،۱۱۸    | 3.61  |
| 60-64    | 18604   | 12،۸۸۵  | 31،۴۸۹    | 2.10  |
| 65-69    | 9،۷۵۰   | 7،۱۲۷   | 16،۸۷۷    | 1.12  |
| 70-74    | 4،۶۳۳   | 4،۲۸۸   | 8،۹۲۱     | 0.59  |
| 75-79    | 3،۰۶۴   | 3،۲۴۴   | 6308      | 0.42  |
| 80-84    | 1،۵۲۴   | 1،۷۷۳   | 3،۲۹۷     | 0.22  |
| 85+      | 1،۲۸۲   | 1470    | 2،۷۵۲     | 0.18  |

| گروه سنی | مرد     | زن      | جمع       | درصد  |
| -------- | ------- | ------- | --------- | ----- |
| 0-14     | 151،۳۴۴ | 145،۳۱۷ | 296،۶۶۱   | 19.76 |
| 15-64    | 779،۷۱۵ | 386،۵۸۵ | 1،۱۶۶٬۳۰۰ | 77.70 |
| 65+      | 20،۲۵۳  | 17902   | 38155     | 2.54  |

### امید به زندگی
| دوره زمانی | امید به زندگی | دوره زمانی | امید به زندگی |
| ---------- | ------------- | ---------- | ------------- |
| ۱۹۵۰–۱۹۵۵  | ۴۳٫۰          | ۱۹۸۵–۱۹۹۰  | ۷۱٫۸          |
| ۱۹۵۵–۱۹۶۰  | ۴۸٫۵          | ۱۹۹۰–۱۹۹۵  | ۷۲٫۹          |
| ۱۹۶۰–۱۹۶۵  | ۵۵٫۳          | ۲۰۰۰–۱۰۰۰  | ۷۳٫۹          |
| ۱۹۶۵–۱۹۷۰  | ۶۱٫۱          | ۲۰۰۰–۲۰۰۵  | ۷۴٫۹          |
| ۱۹۷۰–۱۹۷۵  | ۶۵٫۴          | ۲۰۰۵–۲۰۱۰  | ۷۵٫۷          |
| ۱۹۷۵–۱۹۸۰  | ۶۸٫۳          | ۲۰۱۰–۲۰۱۵  | ۷۶٫۴          |
| ۱۹۸۰–۱۹۸۵  | ۷۰٫۵          |            |               |

منبع: چشم‌انداز جمعیت جهانی سازمان ملل

## ژنتیک

### هاپلوتیپ‌ها

#### دی‌ان‌ای کروموزوم Y

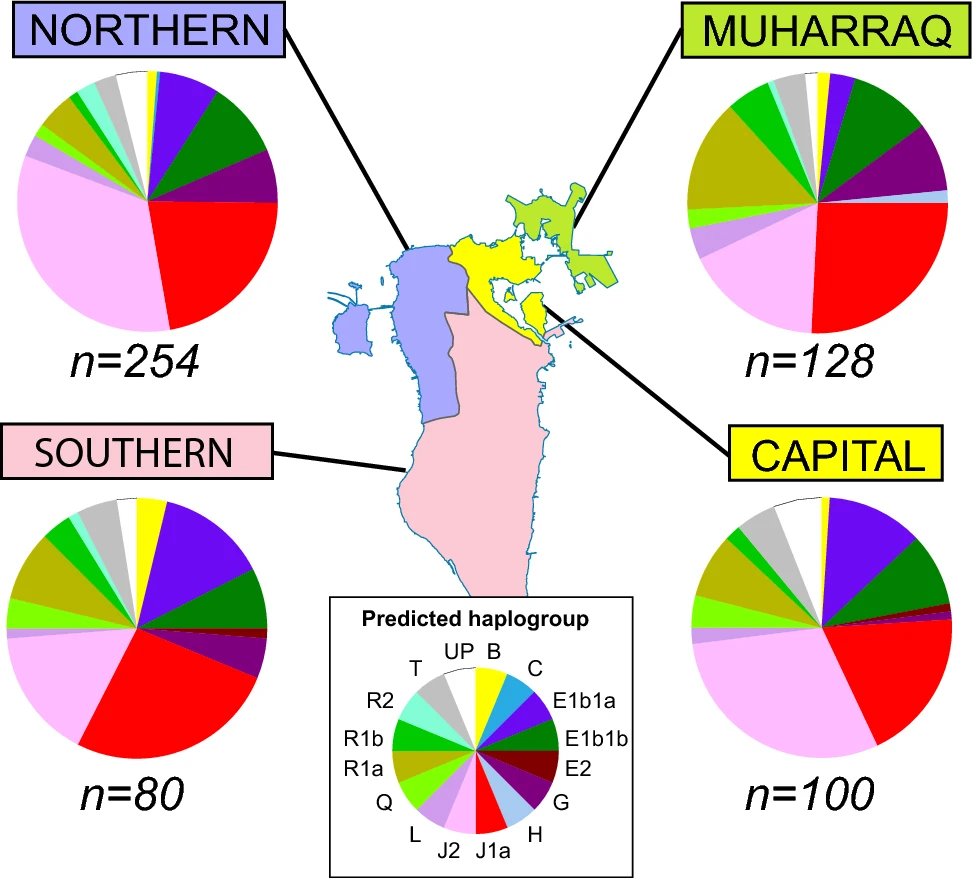
نسبت هاپلوگروه های ژنتیکی پیش بینی شده در چهار استان بحرین مشاهده شده است (2020 میلادی)

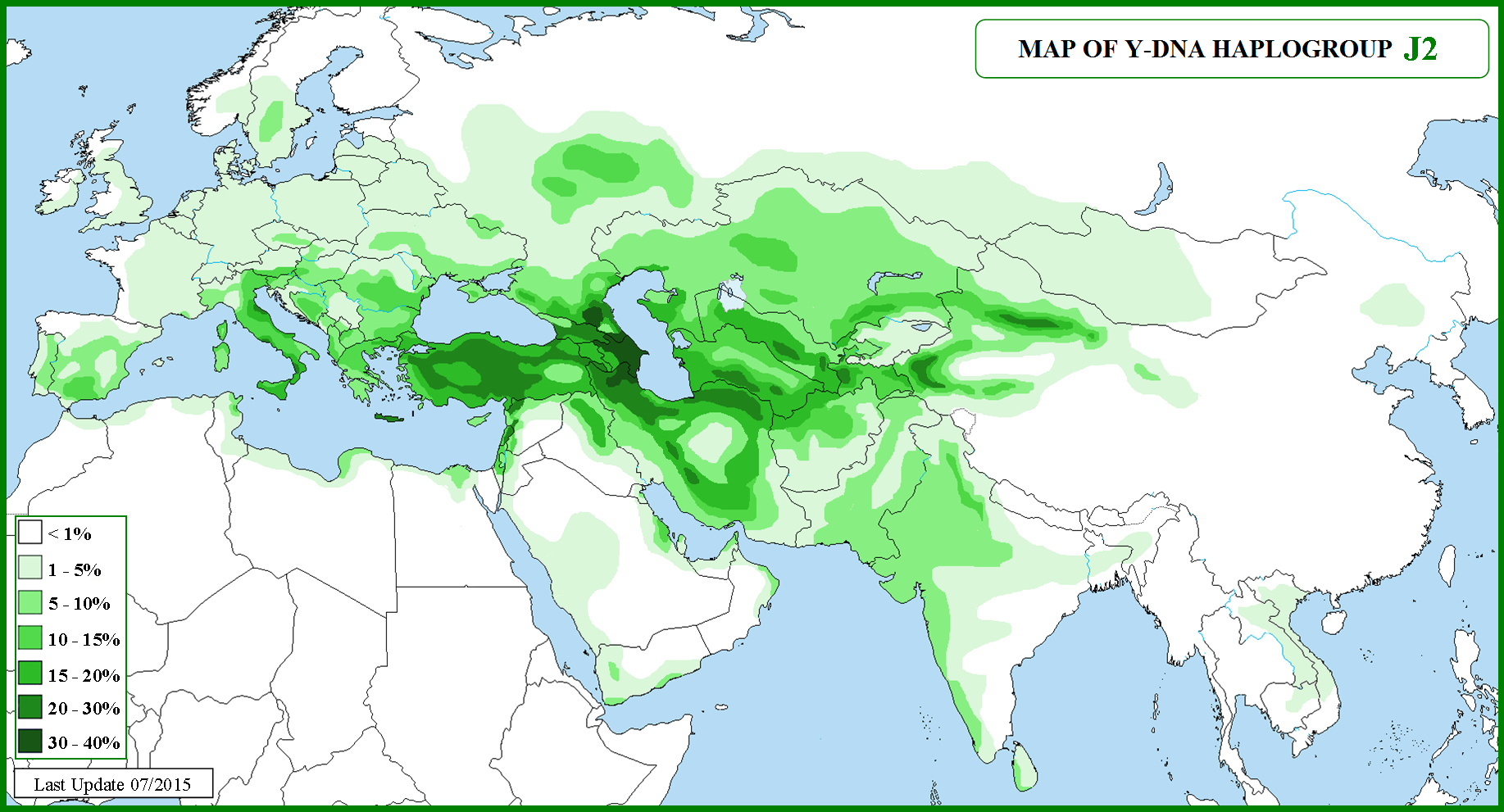
انتشار هاپلوگروپ J2

نسبت‌های پیش‌بینی شده هاپلوتیپ‌های دی‌ان‌ای Y که در چهار استان بحرین مشاهده شده‌اند. دی‌ان‌ای کروموزوم Y (Y-DNA) نشان‌دهنده تبار مردانه است. در سال ۲۰۲۰، مطالعه‌ای بر روی ۵۶۲ مرد بحرینی غیرمرتبط انجام شد. ساختار جمعیتی پدری در بحرین با استفاده از ۲۷ Y-STR (تکرارهای کوتاه متوالی) در کیت Yfiler Plus برای تولید هاپلو‌تیپ‌ها از ۵۶۲ مرد بحرینی غیرمرتبط که به چهار منطقه جغرافیایی - شمالی، پایتخت، جنوبی و محرق تقسیم شده بودند، بررسی شد.
پیش‌بینی هاپلوتیپ‌ها نشان داد که جمعیت دارای منشأهای متنوعی است، با غلبه هاپلوتیپ‌های J2 و J1، اما همچنین هاپلوتیپ‌هایی مانند B2 و E1b1a که احتمالاً از آفریقا سرچشمه گرفته‌اند و H، L و R2 که احتمالاً نشانگر مهاجرت از جنوب آسیا هستند.
فرکانس‌های هاپلوتیپ‌ها بین مناطق تفاوت معناداری داشتند، به‌طوری‌که J2 در منطقه شمالی به‌طور قابل‌توجهی بیشتر از منطقه جنوبی بود، که احتمالاً به دلیل تفاوت در سکونت بحرانی‌ها، عجم‌ها و عرب‌ها است.
پیش‌بینی هاپلوتیپ‌ها نشان می‌دهد که هاپلوتیپ J2 (J-M172) (گمان می‌رود که در قفقاز، آناتولی یا غرب ایران منشأ گرفته باشد.) رایج‌ترین در جمعیت بحرینی است و ۲۷.۶٪ نمونه را شامل می‌شود، پس از آن J1 (۲۳.۰٪)، E1b1a (۸.۹٪)، E1b1a (۸.۶٪) و R1a (۸.۴٪) قرار دارند و هاپلوتیپ‌های دیگر (G, T, L, R1b, Q, R2, B2, E2, H و C) با فرکانس‌های کمتری ظاهر می‌شوند.
هاپلوتیپ J1 بیشترین فراوانی را در استان جنوبی (۲۷٪) دارد، جایی که بیشترین تعداد عرب‌ها زندگی می‌کنند، و در استان المحرق (۲۷٪) که بسیاری از مهاجران عرب هوله ساکن شده‌اند، و این فرکانس در مناطق شمالی و پایتخت به کمترین میزان خود می‌رسد (۲۱٪ و ۱۹٪).
در مقابل، استان‌های شمالی و پایتخت که بحرانی‌ها و عجم‌ها در آن بیشتر نمایندگی دارند، فرکانس‌های بالاتری از هاپلوتیپ J2 (۳۴٪ و ۳۱٪) را نشان می‌دهند نسبت به محرق و استان جنوبی (هر دو ۱۷٪).

## ادیان
| [ ۱ ]    | مردان   | زنان    | جمع       | بحرینی  | غیر بحرین |
| مسلمانان | ۵۱۱٬۱۳۵ | ۳۵۵٬۷۵۳ | ۸۶۶٬۸۸۸   | ۵۶۷٬۲۲۹ | ۲۹۹٬۶۵۹   |
| دیگران   | ۲۵۷٬۲۷۹ | ۱۱۰٬۴۱۴ | ۳۶۷٬۶۸۳   | ۱٬۱۷۰   | ۳۶۶٬۵۱۳   |
| جمع      | ۷۶۸٬۴۱۴ | ۴۶۶٬۱۵۷ | ۱٬۲۳۴٬۵۷۱ | ۵۶۸٬۳۹۹ | ۶۶۶٬۱۷۲   |
| مسلمان ٪ |         |         | ۷۰٫۲٪     | ۹۹٫۸٪   | ۴۵٫۰٪     |

اسلام دین رسمی کشور است که ۷۰٫۲٪ از جمعیت را تشکیل می‌دهند. اطلاعات سرشماری کنونی هیچ تفاوتی با سایر مذاهب در بحرین ندارد، اما حدود 1000 شهروند مسیحی و حدود 40 شهروند یهودی در بحرین ساکن اند.
مسلمانان به هر دو شاخه‌های شیعه و سنی اسلام تعلق دارند. هرچند آمار رسمی وجود ندارد، اما تخمین زده می‌شود که شیعیان ۷۵٪ از جمعیت مسلمانان بحرین را تشکیل می‌دهند. براساس آمار سال ۲۰۱۰، مهاجران خارجی اکثراً از جنوب آسیا و سایر کشورهای عربی تشکیل شده بودند. از این تعداد، ۴۵ درصد مسلمان هستند و ۵۵٪ غیر مسلمان هستند، از جمله مسیحیان (در درجه اول: کاتولیک، پروتستان، سریانی ارتدوکس، و مار توما از جنوب هند)، هندوها، بهائیان، بودایی‌ها، و سیک‌ها.

## آمار جمعیتی براساس منبع CIA
آمار دموگرافیک زیر از کتاب CIA World Factory گرفته شده‌است

### سن متوسط

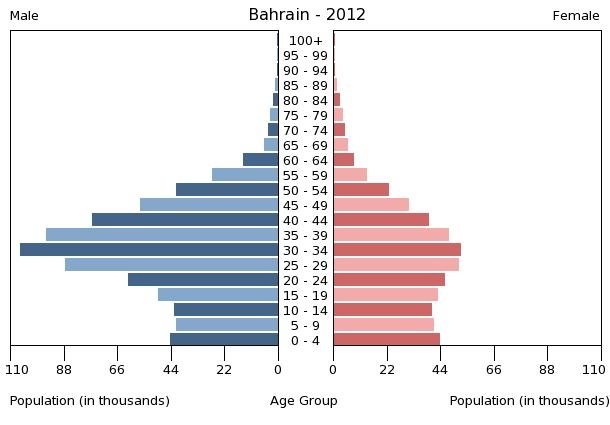
هرم جمعیت بحرین در سال ۲۰۱۲.

کل: ۳۲٫۳ سال
مرد: ۳۳٫۸ سال
زن: ۲۹٫۵ سال (۲۰۱۷ است)

### شهرنشینی
جمعیت شهری: ۸۸٫۹٪ از کل جمعیت (۲۰۱۷)
نرخ شهرنشینی: ۱٫۷۷٪ نرخ تغییر سالانه (۲۰–۲۰ ۲۰۱۵))

### نسبت جنسی
هنگام تولد: ۱٫۰۳ مرد / زن
زیر ۱۵ سال: ۱٫۰۳ مرد / زن
۲۴–۲۴ سال: ۱٫۳ مرد / زن
۲۵–۵۴ سال: ۱٫۸۸ مرد / زن
۵۵–۶۴ سال: ۱٫۸۱ مرد / زن
۶۵ سال و بالاتر: ۹۵/۰ مرد / زن
کل جمعیت: ۱٫۵۴ مرد / زن (۲۰۱۷ ارزیابی).)

### مرگ و میر مادران
۱۵ فوت/ ۱۰۰۰۰۰ زایمان زنده (۲۰۱۵ ارزیابی))
مقایسه شهرستان با جهان: ۱۳۵

### مخارج بهداشتی
۵٪ از کل تولید ناخالص داخلی (۲۰۱۴)
مقایسه کشور با جهان: ۱۴۲

### HIV / AIDS
میزان شیوع بزرگسالان: ۰٫۰۱٪ (میزان ۲۰۱۶).)
مبتلایان به HIV / AIDS: کمتر از ۵۰۰ نفر (سال ۲۰۱۶ تخمین زده می‌شوند).)
مرگ و میر: کمتر از ۱۰۰ (ارزش ۲۰۱۶).)

### زبان‌ها
- عربی
- انگلیسی
- بلوچی
- فارسی
- کردی
- اردو
- مالایایی
- هندی
- سینالیسی
- تامیل
- پنجابی
- بنگالی
- ارمنی
- مالایایی
- فیلیپین

### سواد و آموزش
بحرین به‌طور سنتی دارای یک سیستم آموزشی پیشرفته است. هزینه‌های مدرسه و هزینه‌های مربوطه توسط دولت کاملاً پرداخت می‌شود. آموزش در بحرین اجباری نیست، اما میزان مشارکت مردم در دوره ابتدایی و متوسطه زیاد است. تحصیلات عالیه در بحرین به شدت تشویق می‌شود و بسیاری برای ادامه تحصیل به خارج می‌روند و با مدارک بالا به کشور بر می‌گردند. همچنین دانشگاه بحرین از سال ۱۹۸۶ برای تحصیل در مقاطع کارشناسی و کارشناسی ارشد تأسیس شد، و دانشگاه علوم بهداشت بحرین تحت نظارت وزارت بهداشت به تربیت پزشکان، پرستاران، داروسازان و پیراپزشکان می‌پردازد
سواد کل ۹۵٫۷٪ (۹۶٫۹٪ برای مردان و ۹۳٫۵٪ برای زنان) (تخمین سال ۲۰۱۵) است.

### هزینه تحصیل
- ۲٫۶٪ از کل تولید ناخالص داخلی (۲۰۱۲)
- مقایسه کشور با جهان: ۱۵۳